# تعليب

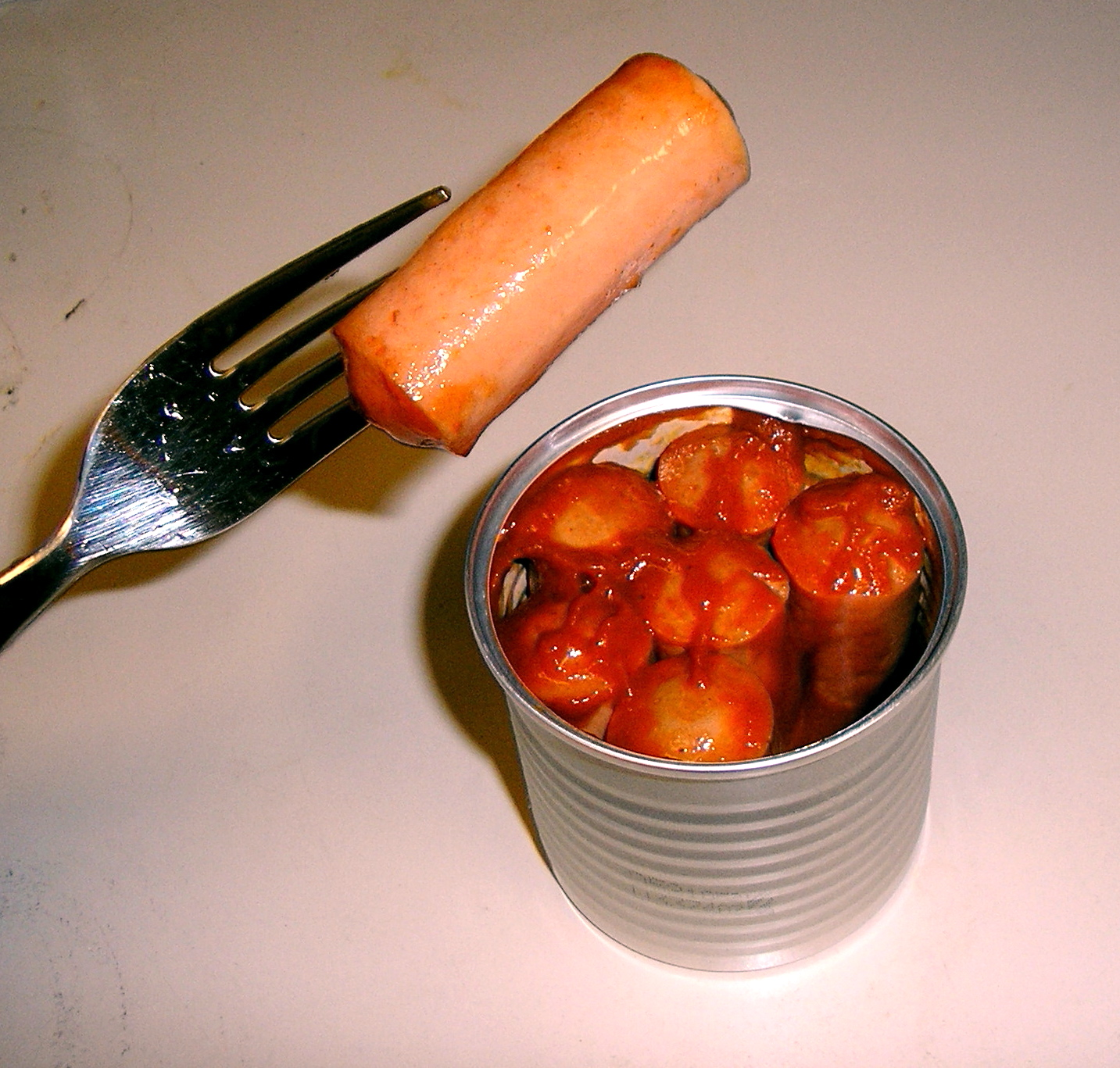
سجق معلب.

التعليب هو وسيلة لحفظ الطعام في ( المواد الغذائية التي يتم تجهيزها ومختومة) حاوية محكمة الإغلاق، تعليب الطعام يمكن الناس من حفظ الطعام لفترة طويلة قد تصل إلى عام كامل. عام 1804 اكتشف طباخ يدعى نيكولاس آبرت ان السوائل كالحساء والثمار الصغيرة كالكرز، يمكن ان تحفظا بوضعهما في عبوات زجاجية وإغراق العبوات المغلقة في ماء مغلي. ولم يكن آبرت يدرك آنذاك، انه كان يقتل البكتيريا التي كانت تفسد الغذاء لو لم يفعل ذلك.
وفي بعض الأقطار تسمى المعلبات باسم آخر وهو المصبرات.

## التاريخ
مرت صناعة تعليب الأغذية بمراحل تطور يمكن تلخيصها على النحو الآتي:
- من عام 1851-1900 طُور المعقِّم المحسن، واستعمل التبريد المفاجئ بعد المعاملة الحرارية لدعم التعقيم وقتل الأحياء الدقيقة المقاومة للحرارة.
- من عام 1901-1950م، وهي مرحلة شهدت تطوراً سريعاً في صناعة التعليب، فاستعملت علبة الصفيح الصحية، واستخدم القفل المزدوج. أما أبرز ما وضح في هذه المرحلة فهو السيطرة على البكتريا المطثية الوشيقية Clostridium botulinum وقتلها في المعلبات، وكشف العلاقة بين الباهاء (الأس الهدروجيني) pH والأغذية، وتصنيف الأغذية المعلبة بموجبها إلى أغذية حامضية وأغذية منخفضة الحموضة، وحدد لكل من الصنفين طرائق تعقيم خاصة. ومن الإنجازات المهمة التي تمت في هذه المرحلة ابتكار طرائق رياضية عملية لحساب الحرارة والزمن اللازمين لتعقيم الأغذية، وبذلك يستغنى عن المحاولات التجريبية التي تعتمد على الخطأ والصواب لمعرفة الشروط المناسبة للمعاملات الحرارية لتعقيم الأغذية.

طبقت في هذه المرحلة طريقة التعقيم المحمي للأغذية السائلة، وتقتصرعلى تعقيم المادة الغذائية والعبوة كل على حدة، ثم تعبئتها آلياً ضمن حيز معقم، وهي الطريقة السائدة اليوم، وخاصة عند تعبئة الأغذية السائلة من حليب وعصائر وخلافها.
- بعد عام 1950م: اتصفت هذه المرحلة بتطوير تقانات كل نوع من أنواع التعقيم وطرائقه، إضافة إلى تطوير أواني التعبئة، فاستعمل المعقم المائي الساكن hydrostatic retortor والمعقم المائي المغلق. وطورت طريقة التعقيم المحمي للسوائل في السويد. وفي سبعينات القرن العشرين استعملت الأكياس المرنة القابلة للتعقيم sterilizable pouch لتعليب الأغذية المنخفضة الحموضة، وهي أكياس مصنوعة من مادة لدنة بلاستيكية على طبقات بينها طبقة رقيقة من الألمنيوم وتقفل بالحرارة، وقد استعملها رواد الفضاء. ويضاف إلى ذلك استعمال الأطباق القابلة للتعقيم retortable trays.

### قصة علبة الصفيح
منذ أكثر من مئة سنة تبرع نابليون بمكافأة قدرها 12,000 فرانك للشخص الذي يبتكر آنية يمكن أن يحفظ فيها الطعام أثناء الحروب، هذا هو بداية قصة علبة الصفيح.
لاحظ الإنسان كما رأينا منذ قديم الزمان تعاقب الفصول فأفاده ذلك كثيرا في شئون الزراعة، كما ارتبط بهذه المواسم في طعامه، فالإنسان الذي يعيش في منطقة من مناطق الأرض لا يتسنى له مهما جاهد في فلاحة أرضه أن يخرج منها كل ما تشتهي نفسه من حبوب وفاكهة. فكان عليه أن يصنع ما يصنعه النمل فيختزن طعامه حتى لا يكون تحت رحمة الطبيعة.
و أقدم طريقة لحفظ الطعام هي تجفيفه، وكثير من الشعوب الفطرية عرفت ذلك، فالهنود الحمر كانوا يجففون الحبوب والسمك والفاكهة، كما يفعل أهل السودان في تجفيف اللحوم. وطريقة حفظ الطعام بتثليجه عرفتها بعض الشعوب التي كانت تعيش في البلاد الباردة، التي يتيسر لها حفظ اللحوم في الماء المثلج أو في جوف الأرض. أما في البلاد الحارة فقد اكتشف الإنسان أن اللحوم المطبوخة لا تتعفن بسرعة كاللحوم النيئة، ومن هنا بدأت سلسلة طويلة من التجارب لحفظ الطعام تجارب مرت عليها قرون انتهت بابتكار علبة الصفيح.
و السر في نجاح علبة الصفيح في حفظ الطعام هو إحكام قفلها وحجزها عن التأثيرات الجوية الخارجية. وليس هذا بالشئ الجديد. فقد وجد الطعام محفوظا بين مخلفات كثير من الشعوب القديمة كالمصريين وغيرهم؛ فاكتشف الباحثون في جزيرة كريت من جزر البحر الأبيض بقايا قصر قديم يرجع تاريخه إلى ألفي سنة قبل الميلاد وفي مخازن هذا القصر الأرضية وجدوا جرارا عظيمة أحكم قفلها أعدت لحفظ الطعام.
و لكن الفضل في ابتكار علبة الصفيح الحديثة يرجع كما ذكرنا إلى نابليون، ذلك أن مبلغ الأثني عشر ألف فرنك التي وهبها مكافأة لهذا الابتكار لم تكن بالمبلغ الهين في تلك الأيام، إذ أنها أثارت ضجة في فرنسا جعلت التنافس عظيما بين صانعي الخبز وبين مقطري الخمور وغيرهم لاكتشاف طريقة لحفظ الطعام. وبقي هذا المال معلقا اثنتي عشرة سنة حتى استحقه صانع للحلوى يدعى «أبيرت» كرس حياته لحل هذه المعضلة.
و مع ذلك لم يكف أبيرت يده عن العمل بعد أن كسب هذا المبلغ، بل راح يعمل بجد في تحسين اكتشافه حتى أفنت تجاربه المال الذي عنده ومات في ضيق.
و من حسن الحظ أن الحكومة الفرنسية قامت بنشر طريقة أبيرت حين منحته المكافأة. وهذه الطريقة لا تختلف كثيرا عما نقوم به في مصانع حفظ الطعام الكبرى اليوم وهي التي تغمر بمنتجاتها أرجاء الأرض، والتي تحفظ في علب الصفيح ألوان الأطعمة شهورا وسنين.
أما أبيرت فلم يحفظ الطعام في علبة من الصفيح إذ أنها كانت مجهولة في أيامه، ولكنه كان يستخدم آنية من الزجاج والخزف، وذلك بوضع أنواع الطعام في ماء ترتفع درجة حرارته إلى الغليان ثم يحكم اغلاقها.
و إن كان ذلك يبدو سهلا بسيطا، إلا أنه احتاج إلى سنين طويلة وإلى رجل مثل أبيرت راح يجرب أنواع الأطعمة المختلفة ودرجات الحرارة المختلفة وأنواع الآنية العديدة، أخذ يجرب النسين الطويلة حتى وثق من أنه في الطريق إلى هدفه.
و كان أبيرت يعتقد أن الهواء هو الذي يفسد الطعام لذلك كان همه منصرفا إلى حجز الهواء عن آنية الحفظ، وكانت العملية صحيحة في ذاتها إلا أنه أخطأ التفسير. وظن الناس معه هذا الظن، حتى جاء مواطنه باستير العظيم فاكتشف أن الهواء ليس هو الذي يسبب فساد الطعام بل الكائنات الدقيقة التي تعيش فيه وهي البكتيريا، واكتشفت أن هذه الكائنات تموت برفع درجة الحرارة. فاكتشف باستير قد فسر حقيقة ما صنعه أبيرت وعجز عن تعليله.
و بينما كان أبيرت يجرب عملية حفظ الطعام في آنية الزجاج والخزف، كان صانع إنجليزي يعمل من ناحيته فاخترع أول علبة من الصفيح وكانت عند عرضها في سنة 1807 قبيحة المنظر وثقيلة الوزن.
و انتقلت طريقة أبيرت من فرنسا إلى إنجلترا، وجاء الأمريكيون وتعلموا صناعة الصفيح وخفظ الطعام ونقلوها إلى أمريكا. وبدأوا هناك بتجربة حفظ الفاكهة والسمك وغيرها حتى صارت هذا الصناعة من أعظم الصناعات التي تدر الملايين من الجنيهات على أمريكا وعلى غيرها في كل عام.
و ليست أهمية علبة الصفيح منحصرة في هذه الملايين من الجنيهات، بل تعدتها إلى الأثر الذي تركته في حياة الإنسان الذي كان مقيدا في حركته وفي طعامه وشرابه، وكان عاجزا عن البقاء في مكان ما إذا كان خاليا مما يأكله، فكانت اكتشافاته الجغرافية محدودة، وكانت رحلاته البحرية الطويلة غير متيسرة، بل كان اتساع المدن التي يسكن فيها متوقفا على كمية الغذاء التي يمكن أن تستوردها المدينة من الحقول حولها.
أما اليوم فقد تغلب الإنسان على كل هذا بفضل علبة الصفيح البسيطة.

## أنواع العبوات
بدأت صناعة التعليب باستعمال علب الصفيح والأوعية الزجاجية، ثم تطورت إلى استعمال علب الألمنيوم والأكياس المرنة والأكياس شبه الصلبة، ولكن يبقى أساس هذه التقنية العلب المعدنية سواء أكانت من الصفيح أم من الألمنيوم مع تزايد استعمال الأوعية الزجاجية والأكياس المرنة.
تصنع علب الصفيح من صفائح الحديد المعالجة بمراحل متعددة، بدءاً من الدرفلة لإنتاج ألواح ذات صلابة ومرونة عالية، ثمّ التخشين، لتكوين سطح يساعد على لصق القصدير ثمّ القصدرة، وهي إلباس الصفائح طبقة متجانسة الثخانة من القصدير بالتحليل الكهربائي، ثمّ الطلاء بالمينا أو الورنيش المركب من مواد عضوية ذات صفات خاصة، لمنع تفاعل مكونات الغذاء مع معدن العلبة، ومن أنواعه المينا «سي» Enamel C، الذي يدخل في تركيبه أكسيد الزنك، ويخصص لطلاء العلب التي تحوي على أغذية فيها كبريت، كما في سائر أنواع اللحوم مع الخضار والبقول، والمينا «ل» Enamel L، ويستعمل للعلب المخصصة لتعبئة الأغذية الحامضية كالفواكه والمربيات والهُلامات والمخللات ومنتجات البندورة، والمينا «ر» Enamel R، ويستخدم لعلب الأغذية المحتوية على مواد ملونة قابلة للإرجاع كالكرز.
أما علب الألمنيوم فقد انتشر استعمالها حديثاً بدرجة كبيرة، وهي مقاومة للتآكل حتى في الأجواء الرطبة، وتكاد تكون عديمة التأثير في نكهات الأغذية، إلا أنها أضعف من علب الصفيح، وأغلى سعراً، وحجمها وسعتها محدودان.
يغلب في الوقت الراهن استعمال الأوعية الزجاجية في تعليب الخضار والثمار ومنتجاتهما، وهي تمتاز بعدم تفاعلها مع المادة الغذائية، وبوضوح ما بداخلها، وبإمكانية إعادة استعمالها، إلا أنها ثقيلة الوزن، وسريعة الانكسار.
أما الأكياس المرنة القابلة للتعقيم فأغلب استعمالها في تعبئة اللحوم والصلصات والحساء والخضار والفواكه. ويمكن القول إن جميع المنتجات الغذائية التي تصلح للتعليب في عبوات معدنية أو زجاجية يمكن تعليبها في هذه الأكياس، لأنها تمتاز برقتها وبسرعة وصول الحرارة إلى مركزها، وبسرعة تعقيمها مما يساعد على حفظ لون الأغذية ونكهتها وجودتها التي قد تتأثر بطول زمن التعقيم في علب الصفيح أو الزجاج.
أما العبوات شبه الصلبة، فهي التي لا يطرأ على شكلها أي تغير في شروط التعقيم، ومنها العلب التي تسمى تتراباك Tetrapak ، وبيورباك Purepak وعلب Ex-cell-O، وتتكون من ثلاث مواد رئيسية وهي:
الكارطون:و تتجلى وظيفته الاساسية في اشهار المنتوج واعطاء شكل متماسك للعلبة حتى تقاوم الصدمات نسبيا.
الالومنيوم:و تتجلى وظيفته في كونه حاجز للضوء والهواء و غير منفد للسوائل والروائح حيث يعمل على الحفاظ على جودة المنتوج.
متعدد الاثلين:و تتجلى وظيفته في الزيادة من صلابة العلبة وغير منفذ للسوائل ويعمل كطبقة واقية تمنع تفاعل المنتوج مع الالومنيوم.

## خطوات حفظ الأغذية بالتعليب
تشمل تقانة حفظ الأغذية بالتعليب مجموعة خطوات متلاحقة لوقف نشاط عوامل فساد الأغذية.
وهذه الخطوات هي استقبال المواد الخام ومواد التعبئة، ثمّ فصل الجزء الصالح للأكل منها، وفرزها وتفتيشها ثمّ نقعها وغسلها وسلقها، ثمّ تعبئتها وطرد الهواء من العلب، وإحكام قفلها، وتعقيمها، فتبريدها تبريدا ًمفاجئاً، ثمّ خزنها.
استقبال المواد الخام: في هذه المرحلة يتم التحقق من مطابقة المواد الخام الأولية الواردة للمواصفات المطلوبة، من حيث درجة النضج والجودة والسلامة ومتطلبات التصنيع.

### فصل الجزء الصالح للأكل
يتم ذلك فور وصول الخامات الزراعية، فيفرز التالف منها، وتقشر وتخلّص من البقايا وتحفظ.

### الفرز والتفتيش
تفرز في هذه العملية الخضار والثمار وفق درجة النضج والحجم وانتظام اللون، والتحقق من عدم وجود تالف بينها.

### النقع والغسيل
يغسل الجزء الصالح للأكل مباشرة بالماء النظيف المكلور لخفض ما يمكن أن يحويه من جراثيم، مما يخفف من عبء عملية التعقيم. وتفيد عملية النقع والغسيل في التخفيف من آثار المبيدات المتبقية.

### السلق
يؤدي سلق الخضار والثمار بالماء أو البخار لعدة دقائق بدرجة حرارة لا تقل عن 80ْم إلى تثبيط الأنزيمات وخاصة المؤكسدة منها. وتعد عملية السلق عملية غسيل نهائية لأنها تساعد على جرف المزيد من الأحياء الدقيقة وقتل قسم منها وخاصة تلك التي تتحمل الحرارة المتوسطة mesophile.
ويعقب عملية السلق مباشرة معالجة المادة المسلوقة لتعد في حالتها النهائية سواء بإضافة السكر والبكتين والحمض في حالة المربيات أو الملح مع التوابل في حالة الخضار، أو بإعدادها لأن تكون وجبات جاهزة بإضافة ما تتطلب من لحم وتوابل وخلافه.

### التعبئة
تعبأ المواد الغذائية في أحد أنواع العبوات الصحية على أن تكون الطبقة التي بتماس مباشر مع الأغذية خاملة لا تتفاعل مع مكوناتها، ولا تؤدي إلى حدوث تآكل وثقوب في العلبة.

### طرد الهواء من العلبة
تسمى هذه الخطوة كذلك التسخين الأولي للعلب، ويستخدم بخار الماء مصدراً للحرارة، والغاية منها طرد الهواء من داخل العلبة، وإيقاف نشاط الأحياء الدقيقة إضافة إلى وقف تفاعلات الأكسدة التخريبية داخل العبوة.

### القفل المحكم
تقفل العبوة بعد طرد الهواء قفلاً محكماً يمنع دخول الهواء إليها ثانية، ويمنع أيضاً دخول أحياء دقيقة جديدة إلى داخل العبوة إبان التداول والتخزين.

### التعقيم الغذائي
تعامل العبوات بعد إقفالها في درجة حرارة تراوح بين 100-121ْم مدة تكفي للقضاء على معظم ما يبقى من الأحياء الدقيقة التي يمكن أن تتكاثر في شروط التخزين العادية.

### التبريد المفاجئ
يسهم التبريد المفاجئ للعبوات بعد معاملتها حرارياً في هلاك ما تبقى من الأحياء الدقيقة نتيجة لانكماشها المفاجئ.
التخزين المناسب: يؤدي تخزين المعلبات في درجة حرارة أعلى من 30ْم، إلى إنتاش أبواغ الجراثيم المقاومة للحرارة العالية التي نجت من المعاملات الحرارية في مرحلة التعقيم فتعود إلى النشاط. ولذلك فإن تخزين المعلبات على درجة حرارة بين 15-20ْم يقيد هذه الأبواغ والأحياء الدقيقة، ويحد من نشاطها داخل العبوة.
إضافة إلى المعاملات الحرارية التي تتعرض لها الأغذية المعلبة يمكن أن يضاف إلى بعض أنواعها مواد حافظة أو يرفع تركيز السكر فيها كما في المربيات، أو يرفع تركيز الملح كما في بعض الخضار.

## قتل الأحياء الدقيقة بالحرارة
في المواد المعلبة نوعان من البكتريا لهما أهمية خاصة، ويشكلان أبواغاً عندما يتعرضان لشروط قاسية، وهما العصيات bacillus والمطثية الوشيقية، فالأولى هوائية والثانية لا هوائية.
تتفاوت العناصر البكترية وأبواغها تفاوتاً كبيراً بمدى مقاومتها للحرارة. وتعتمد المعاملة الحرارية للمعلبات على عوامل متعددة منها العدد الأصلي للخلايا أو الجراثيم والحالة التي توجد فيها هذه الأحياء، وتركيب المادة الغذائية من رطوبة ومكونات مختلفة، وكذلك حجم العبوة ونوع مادتها.
يعبر عن مقاومة الأحياء للحرارة بمفهوم «وقت القتل الحراري» therminal death time، ويعرف بأنه الوقت اللازم لقتل عدد محدد من الأحياء في درجة حرارة محددة وشروط معينة، وقد قام العلماء باستنباط طريقة سهلة لتعيين مقاومة الأحياء للحرارة، بوضع كمية مناسبة من الأحياء الدقيقة معلقة في محلول وتسخينها في حمام مائي في درجة حرارة معينة وزمن محدد، ثم تبريدها فوراً، وزراعتها في بيئة ملائمة لمعرفة البكتريا الناجية من تأثير الحرارة وعددها. ودلت التجارب أن وقت القتل الحراري يتبع قيماً لوغاريتمية، أي إن معدل موت البكتريا ثابت، وهذا ما تبينه العلاقة بين درجة حرارة التعقيم على محور العينات والزمن.
يعتمد عملياً في تقانة التعليب على تطبيق معاملة حرارية في أثناء التعقيم كافية لأن تحقق القضاء على أعتى الجراثيم المتبوغة، وهي المطثية الوشيقية، في الأغذية المنخفضة الحموضة، ومن هنا أتى الحرص على العمل على تخفيف الحمولة البكتيرية للأغذية قبل تعليبها بتطبيق خطوات التعليب التي سبق شرحها.
إن الهدف من هذه العملية هو إيجاد الشروط التي تحقق التعقيم الغذائي أو التجاري للمعلبات، أي تطبيق الشروط الحرارية التي تخلص الأغذية من الأحياء الدقيقة الممرضة والأحياء التي تتكاثر في الغذاء أثناء التخزين في الشروط الطبيعية، أي إن الأغذية المعلبة هي أغذية معقمة غذائياً وليست معقمة بكتيرياً.
ومن دراسة شروط نمو جرثوم المطثية الوشيقية، تبين أنه لا ينمو في أوساط لها تركيز أس هدروجيني أقل من 4.6.
علاقة الزمن بدرجة الحرارة
يعتمد اليوم على تقانة جديدة للمعاملات الحرارية المطبقة على الأغذية المعلبة، وتقتصر على درجات حرارة عالية لاختزال الزمن اللازم لقتل العناصر البكتيرية. وهذا ما يعبر عنه بـ UHT، وهي الحروف الأولى لكلمات مصطلح ultra high temperature، أي «درجة الحرارة الفائقة»، ومن المعروف أن تطبيق التعقيم الغذائي بدرجة الحرارة الفائقة وفي زمن قصير جداً له فوائد جمة، أهمها عدم تعرض مكونات الغذاء الحساسة من فيتامينات وبروتينات وغيرها إلى تخرب شديد بالموازنة مع طرائق التعقيم في درجات الحرارة العادية والزمن الطويل.

## انتقال الحرارة في العبوات
يخضع انتقال الحرارة عبر جدار العبوات وصولاً إلى وسط المادة الغذائية المعلبة إلى عدد من العوامل تتعلق بنوع مادة العبوة وحجمها ومكونات المادة الغذائية وقوامها ودرجة حرارتها الأولية. ونوع التقنية المستخدمة في التعقيم، إذ يسرِّع تدوير الأوعية التي تحوي أغذية سائلة وتحريكها في نفوذ الحرارة إليها. ومهما كان نوع المادة الغذائية المعلبة فإن انتقال الحرارة في أثناء التعقيم إلى داخل العبوات يتم عن طريق الحمل الحراري convection أو التوصيل conduction وهو الأبطأ، وهي حالة المواد الغذائية ذات القوام العجيني كالذرة والبطاطا الحلوة اللتين تحتاجان إلى معاملة حرارية طويلة الأمد.
ثمة علاقة وثيقة بين الزمن الذي يستغرقه التعقيم ودرجة الحرارة. فارتفاع حرارة المعقم يقابله ارتفاع مماثل في كفاية عملية التعقيم وسرعة إنجازها، فالتعقيم على درجة حرارة 121ْم أكثر كفاية بمئة مرة من التعقيم على الدرجة 100ْم.
إن صناعة التعليب هي أهم تقانات حفظ الأغذية التي تسهم في تحويل الغذاء الطازج السريع العطب إلى منتوجات معلبة صحية توفَّر للمستهلك على مدار السنة، وهذا يساعد على عدم تفاوت الأسعار الموسمية ويشجع كلاً من المزارعين والصناعيين على الإنتاج.
ملاحظة
ان التعليب قد يضر فيجب عليك قراءت التاريخ قبل الشراء.